# Stipulativ definition
Stipulativ definition bestämmer hur ett ord på lämpligt sätt ska användas i det aktuella sammanhanget. Syftet kan till exempel vara att definiera en term som används i en undersökning eller i lagtext, såsom "I detta arbete används ordet proletär om medlemmar i LO som inte äger aktier", "med ungdom avses den som fyllt tretton men inte arton år". En stipulativ definition känns ofta igen på uttryck som "i detta arbete kommer x att användas i betydelsen y" eller "med x avses y".
Den som upprättar definitionen har stor frihet att anpassa definitionen till de egna behoven, utan hänsyn till hur ordet används i det vanliga språkbruket. I praktiken kan man stipulativt omdefiniera nästan vad som helst till nästan vad som helst. Det finns inget som hindrar definitioner av saker helt på tvärs mot ordens vardagliga betydelse, till exempel hund = en mejeriprodukt med mindre än 3 % fetthalt. En favorit från litteratur om  argumentationsanalys är att definiera månen = en gul ost. 
Definitionen kan användas för att precisera eller avgränsa en definition som redan existerar, men som den som upprättar den stipulativa definitionen anser är för otydlig eller inte anpassad för det aktuella syftet. När en stipulativ definition är en precisering av en sådan deskriptiv definition finns det risk för argumentationsfelet ekvivokation.
Syftet med en stipulativ definition är ofta att underlätta samtalet när man diskuterar komplexa frågor, till exempel skulle man kunna definiera vädret som vackert om följande kriterier är uppfyllda:
- temperaturen överstiger 20°C
- molnigheten är mindre än 20%
- det är sommar (det vill säga juni, juli eller augusti)
- luftfuktigheten är högst 60 %

Vid diskussioner om vackert väder vet alla inblandade i diskussionen exakt vad som menas. 
En stipulativ definition bestämmer vad betydelsen skall vara inom ett visst område och den kan därför inte vara "fel". Däremot kan den vara mer eller mindre användbar eller lämplig för ändamålet. 
Typiskt ägnar man sig åt dessa frågor inom praktisk filosofi och språkfilosofi, i synnerhet inom argumentationsanalys.